# 芭芭拉·斯莫林斯卡
芭芭拉·斯莫林斯卡（Barbara Smolińska）是一位出生於波蘭的人偶藝術家，她曾為一名音樂家，也受過專業的美容培訓，是嬰孩人偶公司「Reborn Sugar Babies」的創始人。
電影製片廠、 生產教育學校、急診室、護士學校和玩偶收藏家都曾購買這些娃娃。斯莫林斯卡設計與製造的嬰孩人偶栩栩如生，她認為這些娃娃有助於幫助女性面臨流產或喪失孩子的傷痛、也可以幫助其它女性面對焦慮、抑鬱、和生育問題。.這些娃娃的價格從數百美元到數千元美金不等。
芭芭拉·斯莫林斯卡在2021年12月被列入BBC的百大女性名單。她對她的藝術充滿熱情，相信她的創作給女性帶來希望並改善她們的心理健康。